# Tahmásp II.
Zillulláh Abú-l-Muzaffar Sultán Tahmásp Šáh, zkráceně Tahmásp II. (asi 1704 – únor 1740 Sebzevár [v Chorásánu]) byl perský šáh z dynastie Safíovců vládnoucí v letech 1722–1732. Byl třetím synem šáha Husajna, jeho dva starší bratry Mahmúda Mírzu a Safího Mírzu dal popravit afghánský rebel Mír Mahmúd v Isfahánu 8. února 1725. Až do roku 1729 ovládal Tahmásp jen část někdejší safíovské říše, neboť většiny území se zmocnil Mír Mahmúd a po něm jeho bratranec Ašraf. V letech 1726–1728 měl navíc Tahmásp konkurenta v osobě Ahmada Marášího, vnuka Safího II. po přeslici, který se prohlásil šáhem.

## Vláda
Tahmásp se ujímal vlády za mimořádně svízelných podmínek. Po svržení svého otce a předchůdce Husajna Afgháncem Mírem Mahmúdem neměl kontrolu nad hlavním městem a nakonec musel uprchnout do Mázandaránu, odkud jen příhlížel despotickému počínání Afghánců a všeobecnému rozvratu říše. Na severu si vzal car Petr Veliký za záminku pobití ruských kupců v Dagestánu a obsadil Baku spolu se severním Ázerbájdžánem – tato oblast byla pro Peršany na deset let ztracena. Také Osmané využili zmatků v Persii a ovládli Gruzii, Jerevan, Tabríz a Hamadán, vše po dohodě s carem.
Pro Tahmáspa bylo důležité, že se mu podařilo získat za spojence náčelníka kmene Afšárů Nádirkulí Bega, který měl značné vojenské zkušenosti, a s jeho pomocí obsadit 11. prosince 1726 Mašhad, jedno z nejvýznamnějších perských měst. Nádirkulí Beg, jenž na šáhovu počest přijal jméno Tahmáspkulí Chán, porazil armádu Afghánce Ašrafa, bratrance mezitím zavražděného Míra Mahmúda, a v roce 1729 obsadil sídelní město Isfahán. Ašraf přišel o život o rok později v Sístánu – po osmi letech chaosu dosáhl Tahmásp II. všeobecného uznání v říši.
Skutečným vládcem však nebyl on, nýbrž jeho afšárovský vojevůdce, který se projevil jako mimořádně schopný a energický muž. Toto nové rozložení sil se zřetelně ukázalo již v roce 1732, po porážce perské armády Osmany. Tahmáspkulí Chán tehdy využil panující nespokojenosti, 2. září zbavil šáha moci a na trůn dosadil jeho osmiměsíčního syna Abbáse III. Tahmásp II. žil ještě osm let v ústraní, než byl na příkaz svého někdejšího chráněnce – který se roku 1736 sám prohlásil šáhem – zavražděn.